# Куталия, Леван
Леван Куталия (груз. ლევან კუტალია; 19 июля 1989, Зугдиди, Грузинская ССР) — грузинский футболист, нападающий клуба «Алашкерт».

## Биография
Родился в 1989 году в грузинском городе Зугдиди. Профессиональную карьеру начал в клубе «Мглеби» из своего родного города, за который в сезоне 2007/08 сыграл 12 матчей и забил 2 гола. В 2008 году Куталия перебрался в Боснию и Герцеговину, где провёл два сезона в клубе высшей лиги «Славия» (Сараево), а затем ещё около года выступал за другой клуб лиги «Зриньски». В 2012 году игрок вернулся в Грузию, где за несколько лет сменил большое количество команд, причём выступал как в высшей так и в первой лиге.
По ходу сезона 2017 Куталия подписал контракт с кутаисским «Торпедо» и по результатам сезона стал чемпионом Грузии. В начале 2018 года, благодаря победному голу Куталия на 90+1 минуте матча, «Торпедо» стало обладателем Суперкубка Грузии, а в ноябре того же года выиграло Кубок страны. В чемпионате Грузии 2018 года клуб занял третье место. Интересно, что за время проведённое в «Торпедо» Куталия дважды попадал в число лучших бомбардиров национального чемпионата. Перед началом сезона 2019 футболист подписал контракт с «Динамо» Тбилиси. На протяжении сезона он был основным игроком «Динамо» и по итогам сезона стал лучшим бомбардиром чемпионата, забив 20 голов в 33-х матчах, а также, во второй раз в карьере стал чемпионом Грузии.

## Достижения
«Торпедо» Кутаиси
- Чемпион Грузии: 2017
- Обладатель Кубка Грузии: 2018
- Обладатель Суперкубка Грузии: 2018

«Динамо» Тбилиси
- Чемпион Грузии: 2019

### Личные
- Лучший бомбардир чемпионата Грузии: 2019 (20 голов)